# Baltazar Báthory

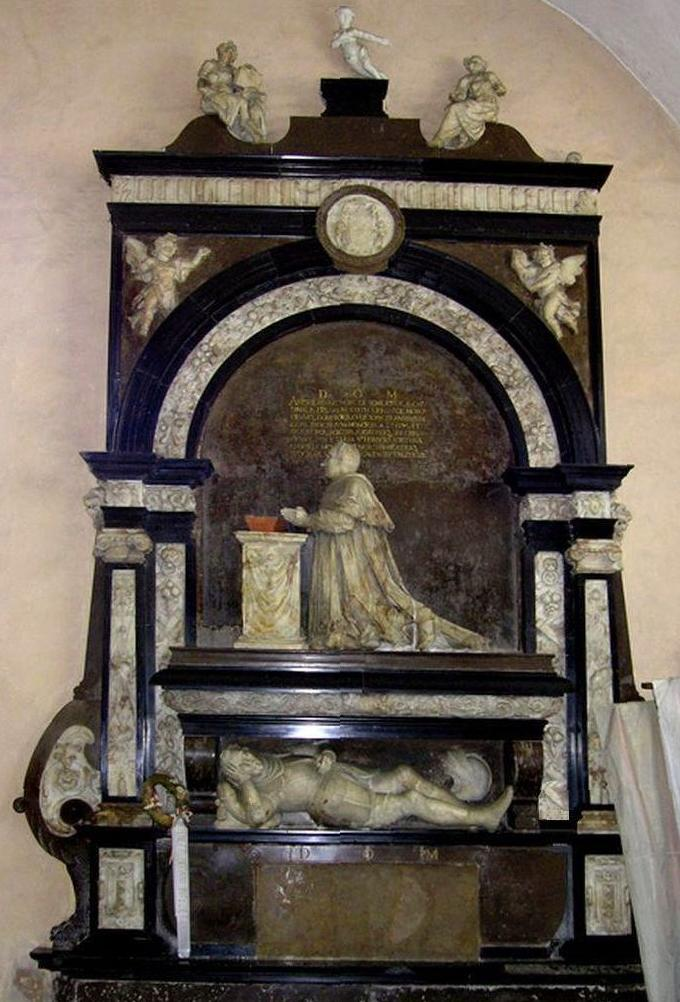
Tumba de Baltazar Báthory y de su hermano Andrés.

El conde Baltazar Báthory de Somlya (en húngaro: Báthory Boldizsár), (1560-Szamosújvár, 11 de septiembre de 1594) fue un noble húngaro del siglo XVI, uno de los líderes opositores a los Habsburgo.

## Biografía
Baltazar nació cerca de 1560 en una acomodada y poderosa familia húngara como hijo de Andrés Báthory capitán de Szatmár y su esposa Margarita Majláth. Baltazar se crio desde joven junto a su hermano menor Andrés Báthory en Cracovia, en la corte de su tío Esteban Báthory, quien era Rey de Polonia.
Para el momento de su nacimiento el Reino de Hungría se hallaba dividió en tres partes: Una occidental bajo el control de los Habsburgo (quienes tenían también el título de rey húngaro, una central bajo control del imperio otomano, y una oriental en la forma del Principado de Transilvania, gobernado por la nobleza húngara. En esta época Esteban Báthory no era solamente rey de Polonia, sino anteriormente, en 1571 había sido elegido Príncipe de Transilvania, título al cual no renunció aún tras marcharse a Cracovia. Desde ahí gobernó los dos Estados dejando como regente en Transilvania a su hermano mayor Cristóbal Báthory. Pero en 1581 falleció el regente, tras lo cual Esteban Báthory hizo elegir príncipe al pequeño hijo de 9 años de edad del noble: Segismundo Báthory. Esperando que su familia se consolidase en el poder, y que el infante alcanzase una edad mayor para gobernar, Esteban siguió reinando desde Polonia hasta su muerte en 1586. Para 1588 Segismundo alcanzó la edad adecuada para gobernar por sí mismo y sin tutores y fue en este momento cuando Baltazar Báthory regresó a Transilvania para convertirse en consejero de su primo.
Posteriormente se unió al grupo opositor de Alejandro Kendi, quien se negaba a atacar a los turcos, sino pretendía llegar a una solución amistosa a todo el conflicto. Sin poder permitir esto, el imperio germánico decidió extender su influencia sobre Transilvania, para deshacerse del joven y débil Príncipe. La oposición de Kendi cada vez se fortaneció más hasta que en mayo de 1594 estallaron conflictos internos, tras lo cual Segismundo huyó y Baltazar fue nombrado regente de Transilvania los nobles. En agosto de ese mismo año Segismundo recuperó el poder, e hizo encerrar a todos los nobles opositores incluyendo a su primo Baltazar, quien fue posteriormente asfixiado en su celda. 
En el Códex de Lugory quedó un fragmento de un verso sobre el periodo en que estuvo aprisionado Baltazar.